# Diplusodon incanus
Diplusodon incanus är en fackelblomsväxtart som beskrevs av Gardn. och Field.. Diplusodon incanus ingår i släktet Diplusodon och familjen fackelblomsväxter. Utöver nominatformen finns också underarten D. i. hirtellus.